# Крапка в кінці роману
«Крапка в кінці роману» — український дебютний короткометражний ігровий фільм 2013 року режисера Андрія Макарченка за однойменним сценарієм Андрія Куркова, зняти на замовлення Держкіно.

## Синопсис
У стрічці йдеться про письменника, який створюючи детективний роман, потрапляє в світ своїх персонажів. Автору доводиться пережити життя головного героя свого твору, доля якого складається не дуже вдало.

## У ролях
- Євген Підгорний
- Христина Синельник
- Ніколь Джейн Олучі Вачуку
- Данило Тур
- Артем Соловйов
- Володимир Соколов
- Олександр Печеник
- Антон Соловей
- Роман Скобніков

## Творча група
- Режисер-постановник: Андрій Макарченко
- Сценарист: Андрій Курков
- Оператор-постановник: Василь Бородін
- Художник-постановник: Георгій Усенко
- Художник по костюмах: Анатолій Дідківський
- Монтажер: Ольга Шматко
- Композитор: Максим Шоренков[4]
- Звукорежисер: Денис Пєтров
- Редактор: Олександр Кучерявий
- Художній керівник: Віктор Гресь